# اسحق سابا رفول
إسحاق سابا رفول ( بالإسبانية: Isaac Saba Raffoul ) كان رجل أعمال مكسيكي وملياردير من أصول يهودية سورية. هاجر والده من حلب بسوريا إلى مدينة فيراكروز بالمكسيك حيث بدأ نشاطًا تجاريًا للخرقة  بنته العائلة. كان إسحاق سابا رافول من أغنى الأشخاص في العالم وفقًا لمجلة فوربس.  كان متزوجًا من زوجته ريبيكا لأكثر من 40 عامًا ولديه ثلاثة أبناء: مويسيس ومانويل وألبرتو.
كان رئيس Grupo Xtra ورئيس مجلس إدارة Casa Saba . كان هناك جدل يحيط به منذ أن تعاون مع جنرال إلكتريك المكسيك لفتح قناة تلفزيونية وطنية جديدة. بعد سماع ذلك ، اتهمته تلفيزيوني أزتيكا وتلفيزا باحتكار أسعار الأدوية في محاولة لتشويه سمعته. وفقًا لـ El Financiero ، لا يوجد مثل هذا الاحتكار. بعد وفاته في عام 2008 ، ورث ولديه الأصغر ألبرتو ومانويل ملكية الشركة.